# Колодец смерти
«Колодец смерти» (англ. The Dead Pit) — американский фильм ужасов 1989 года Бретта Леонарда, его режиссёрский дебют.

## Сюжет
Доктор Ремзи проводил бесчеловечные опыты с пациентами психиатрической клиники, за что и был убит коллегой доктором Суоном в своей подземной лаборатории. Спустя двадцать лет в ту же клинику попадает девушка по имени Джейн. Она ничего не помнит, но говорит, что у неё отняли память. В лечебнице у девушки начинаются кошмары и видения. Доктор Ремзи вернулся со своими инструментами и толпой своих постоянных пациентов.

## В ролях
- Джереми Слейт — доктор Джеральд Суон
- Шерил Лосон — Джейн Доу
- Стефен Грегори Фостер — Кристиан Мейерс
- Дэнни Гокнауэр — Доктор Рамзи
- Джоан Бехтель — сестра Кайгар
- Майкл Джейкобс — Бад Хиггинс
- Мара Эверетт — сестра Робинс
- Рэндолл Фонтана — ординатор Джимми
- Джек А. Сансери — ординатор Дженсон
- Джон Нэнс — Карл
- Анджело Россито — Памела Доу

## Производство
Съемки картины проходили в психиатрической лечебнице «Agnews Developmental Center» в Санта-Кларе, Калифорния. Ранее эта же больница фигурировала в романе Кена Кизи «Пролетая над гнездом кукушки».

## Релиз
Премьерный показ картины состоялся на Каннском кинофестивале в мае 1989 года, в США фильм вышел в ограниченном прокате в октябре того же года.
Выпуск на VHS-кассетах состоялся в США в январе 1990 года, на оригинальной обложке глаза доктора начинали светиться при надавливании на коробку. DVD-релиз 2008 года содержал в себе дополнительные материалы, интервью с режиссёром и исполнителем главной роли Джереми Слэйтом.